# Tanjiaqiao
Tanjiaqiao är en köping i östra Kina. Den ligger i stadsdistriktet Huangshan i staden Huangshan i provinsen Anhui, omkring 210 kilometer sydost om provinshuvudstaden Hefei. Antalet invånare är 6 730. Befolkningen består av 3 120 kvinnor och 3 610 män. Barn under 15 år utgör 11,0 %, vuxna 15-64 år 75 %, och äldre över 65 år 13,0 %.